# Caprera
Caprera egy sziget Olaszországban, Szardínia régióban, a La Maddalena-szigetcsoport tagja, közigazgatásilag La Maddalena községhez tartozik. A 15,7 km² területű sziget legmagasabb pontja a 212 m magas Teialone-hegy. A gyéren lakott szigetet a La Maddalena-szigettel egy töltésút köti össze. A lakosság főleg Stagnali faluban él.
A sziget teljes egészében része a La Maddalena-szigetcsoport Nemzeti Parknak (Parco Nazionale dell'Arcipelago di La Maddalena), amely egy országos jelentőségű tengeri és szárazföldi természetvédelmi terület.
Caprera ad otthont az ország egyik legrégebbi és a Földközi-tenger egyik legnagyobb vitorlázó központjának, a Caprerai Vitorlás Központnak is (Centro Velico Caprera).
A sziget nemzetközi hírét Giuseppe Garibaldi olasz hazafi és tábornok alapozta meg, ugyanis ide vonult vissza, és halála után itt temették el.

## Földrajza
A szigetet riákkal tarkított gránitsziklás és homokos partok szegélyezik, a belső részeken pedig főleg tűlevelűekből álló erdős területek találhatóak.
A Punta Rossa területtől délre eső részek a sziget legvédettebbjei közé tartoznak, itt találhatóak az Andreani-öböl és a Relitto-strand.
A keleti partvidék, a Punta Coticcio-i marina és a Coticcio-öböl is fokozott védelmet élvez. A szigeten számos endemikus faj is él.

## Története

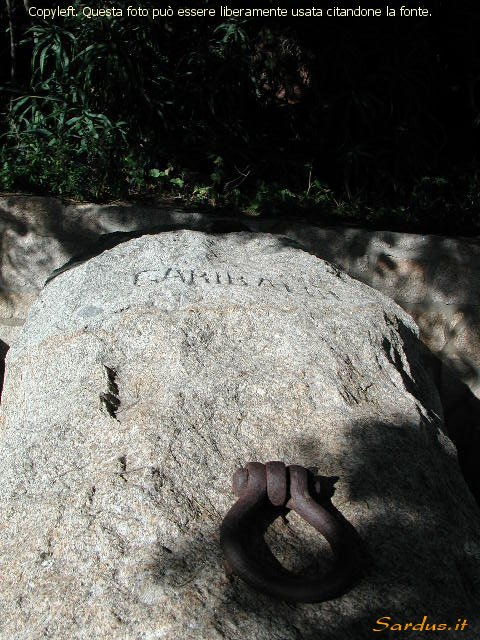
Giuseppe Garibaldi síremléke

Caprera partjainál számos római hajóroncs található, a szigeten azonban csak századokkal később telepedtek meg, főleg pásztorok.
A La Maddalena-szigetcsoport a 18. században katonai jelentőségre tett szert, amikor 1767-ben a Szárd–Piemonti Királyság elfoglalta és támaszpontot létesített a királyi hadiflotta számára. Így biztosították Észak-Szardínia partjait a csempészekkel, a kalózokkal és a franciákkal szemben. A kiépített erődrendszer maradványai ma is láthatóak a szigeteken, így Caprerán is. A 19. században újabb katonai épületekkel népesítették be a területet, melyek stratégiai fontossággal bírtak az olasz hadsereg számára.
A sziget mindenekelőtt Giuseppe Garibaldi itt töltött éveiről vált ismertté. Az olasz nemzeti hős 1854-ben visszatért Olaszországba, és a testvére halála után kapott örökségéből megvásárolta a sziget északi felét. Előbb egy kunyhóban lakott, majd felépíttette a híres „fehér házát”, mely ma múzeumként működik. Később gyermekei és támogatói segítségével megvásárolhatta a sziget másik felét is, mely addig egy angol házaspár, Richard és Emma Collins tulajdona volt.
Kiterjedt birtokán fákat ültetett és gazdálkodni kezdett. A földek művelése mellett tyúkokat, juhokat, lovakat (köztük híres fehér lovát, Marsalát is, aki a ház közelében lett eltemetve) és szamarakat tartott. Utóbbiaknak ellenségei nevét adta, a legmakacsabb például IX. Piusz pápa lett. A házában vele élt családja egy része is.
1859-ben, a szabadságharc hírére elhagyta a szigetet. Végül utolsó éveire visszatért, és itt érte a halál. Garibaldi szobájában az óra és a naptárak mai napig a tábornok halálának időpontját jelzik: 1882. június 2., 18 óra 22 perc. Utolsó kívánsága ellenére holttestét bebalzsamozták, és a ház mögött temették el. Sírköve gránitból készült.
Hajói és tárgyai a házában kialakított népszerű múzeum relikviái lettek. A tábornok szigeten töltött éveiről lánya, Clelia írt könyvet Apám (olaszul: Mio padre) címmel.
Stagnali faluban egy földrajzi és ásványtani, illetve egy tengeri múzeum is működik.

## Érdekesség
2007. május 12-én a szigetről indult a 90. Giro d’Italia kerékpáros körverseny, így emlékezve a sziget híres halottjára, Garibaldi születésnapjának 200. évfordulójára.
A szigetről Luigi Carnera csillagász kisbolygót nevezett el: 479 Caprera.
Egyik hajdani alkalmazottja visszaemlékezése szerint Batthyány Ilona Garibaldi iránti tiszteletből a szigetről nevezte el a még a férje által épített fürdőt, amiről később az azt tápláló forrás és a Caprera-patak, majd egy tér és egy utca is a nevét kapta Cinkotán.

## Galéria

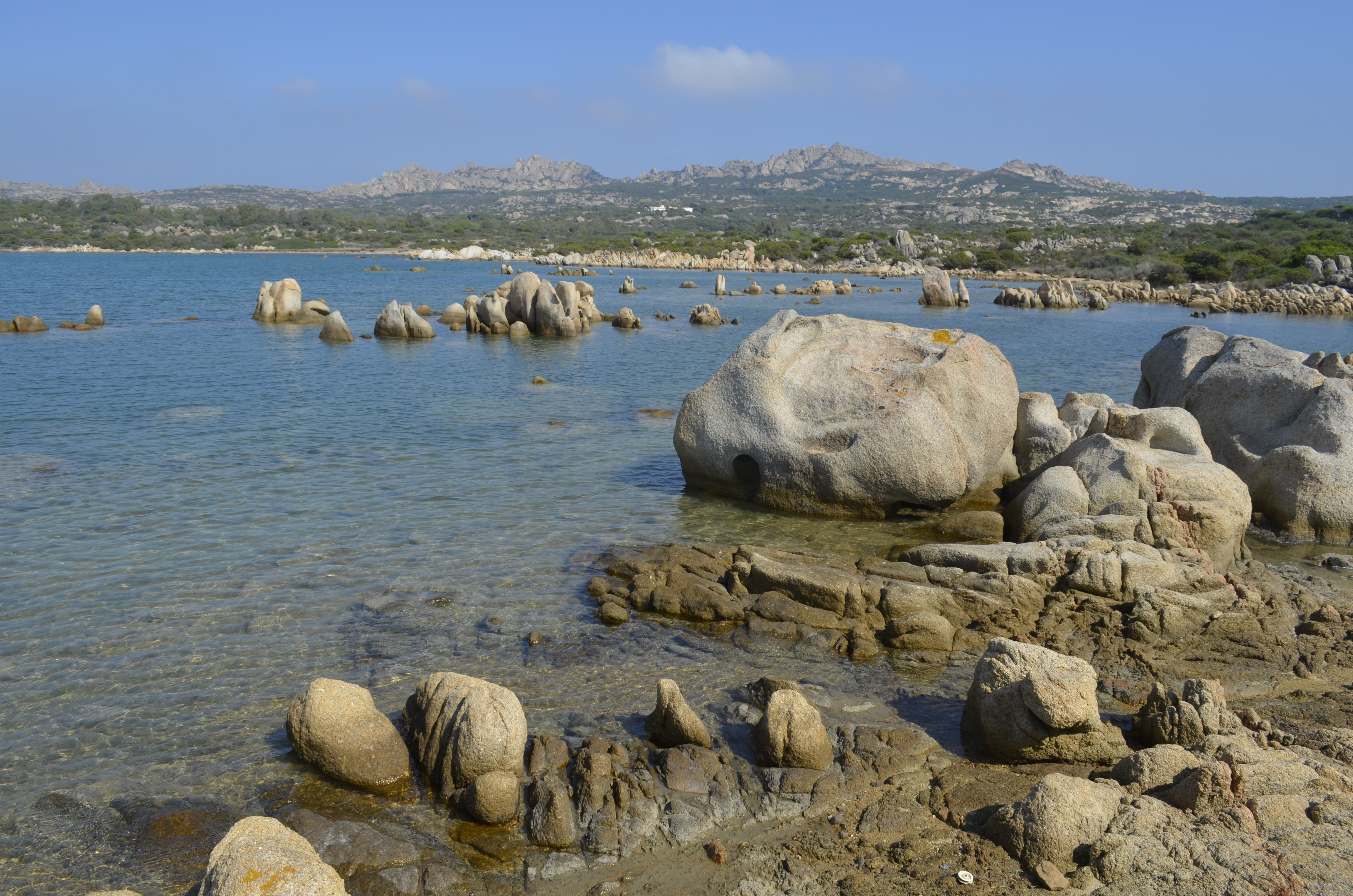
Gránitsziklás part
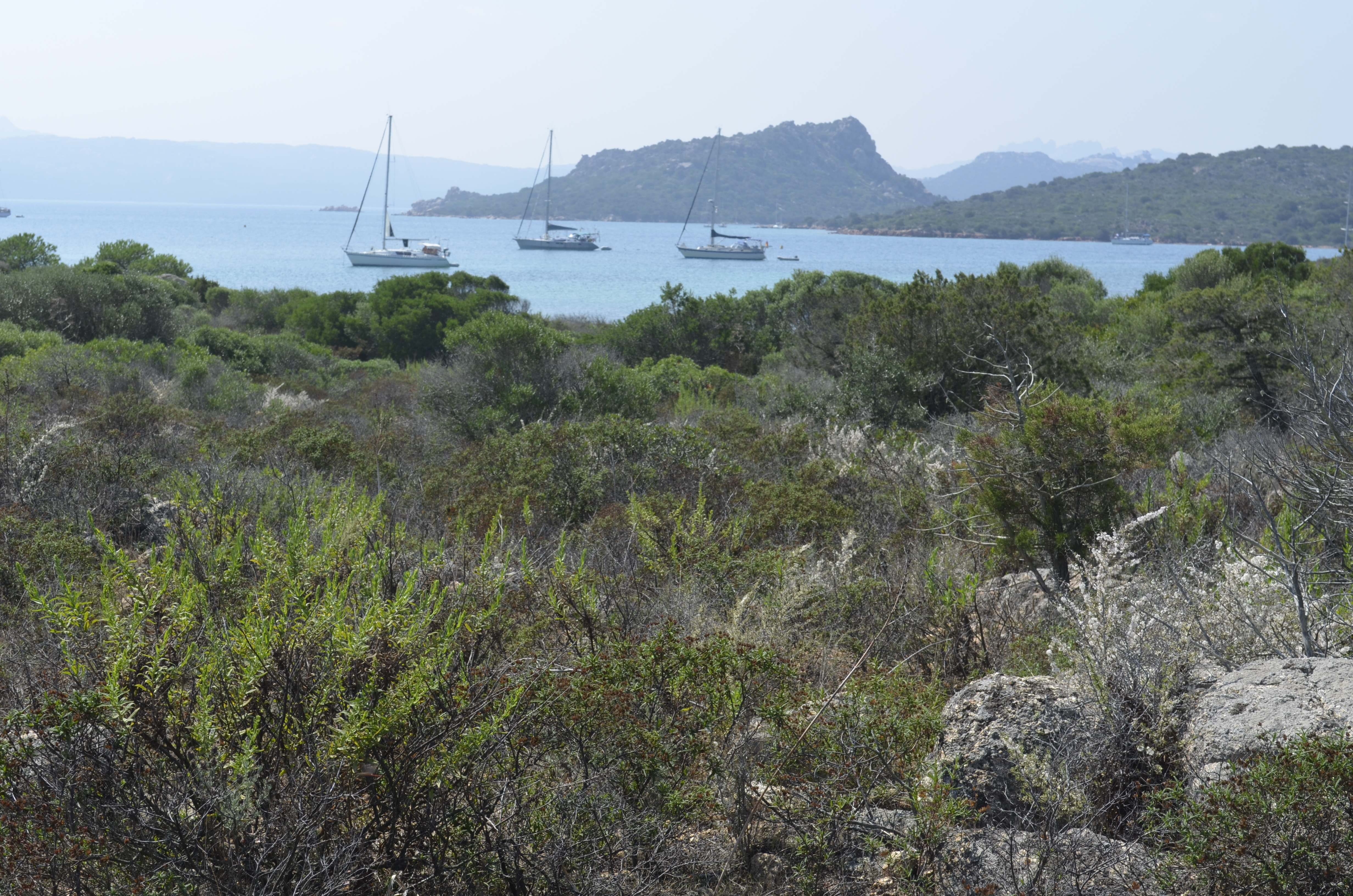
Caprerai öböl
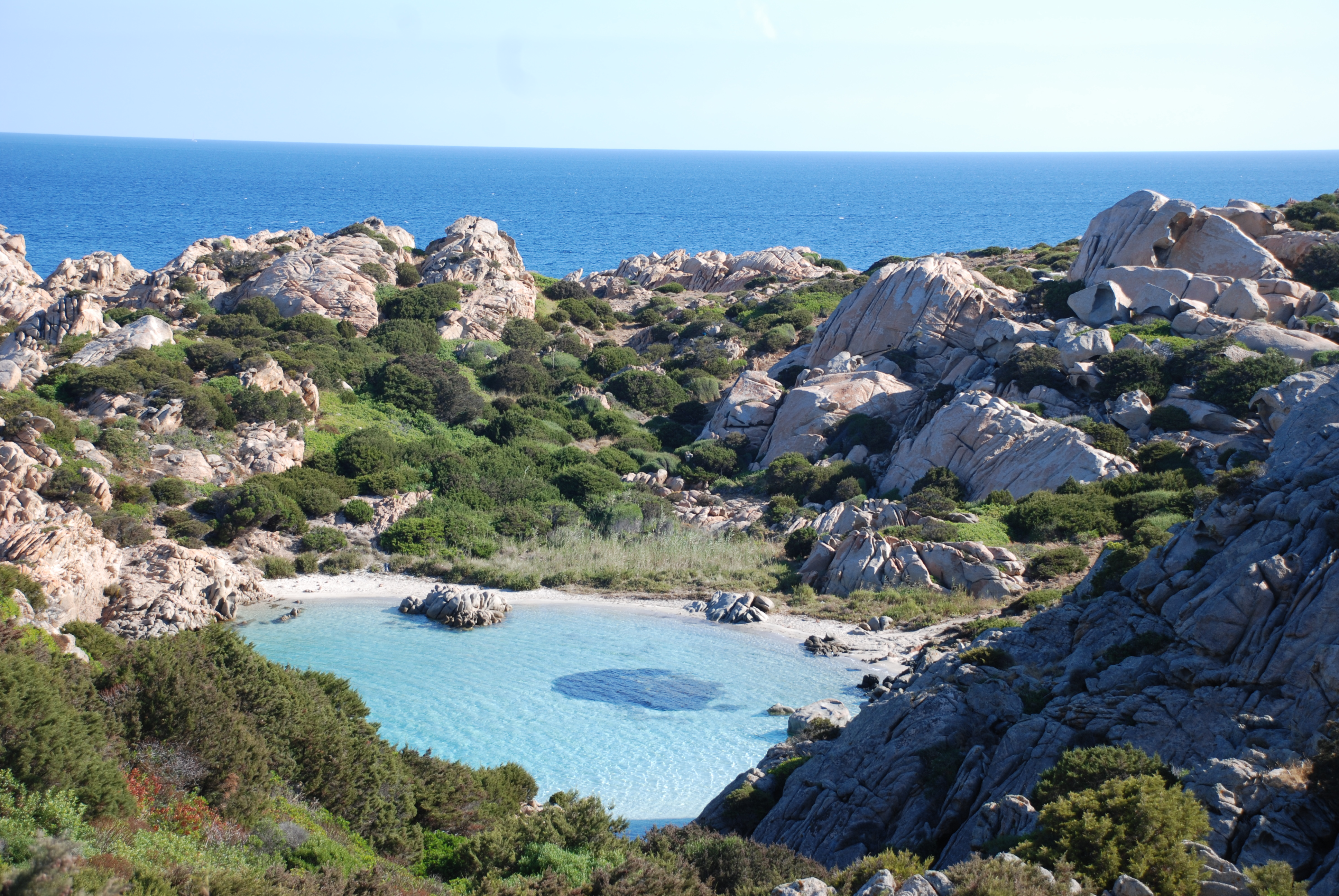
Öböl
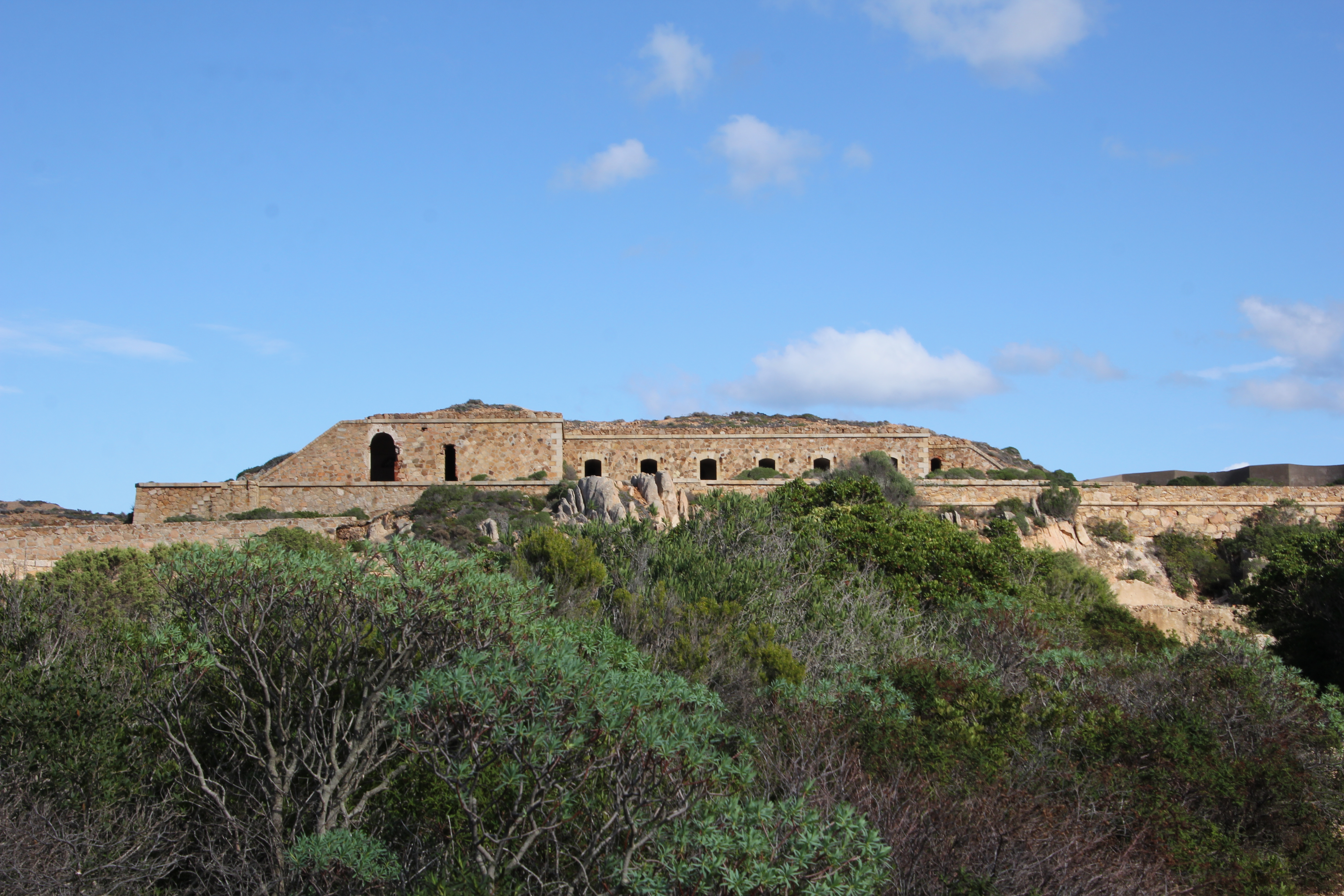
Erődítmény
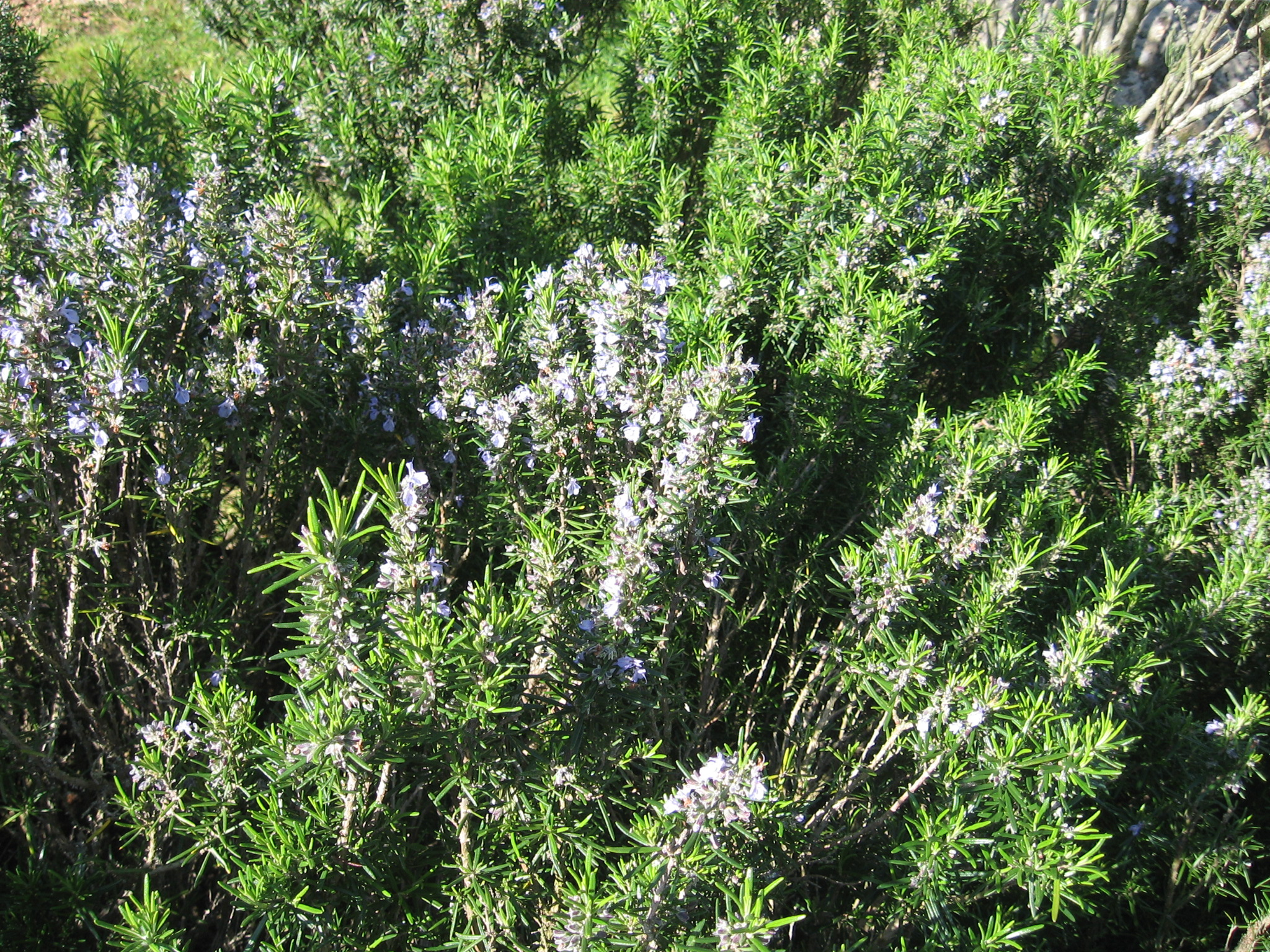
Növényzet
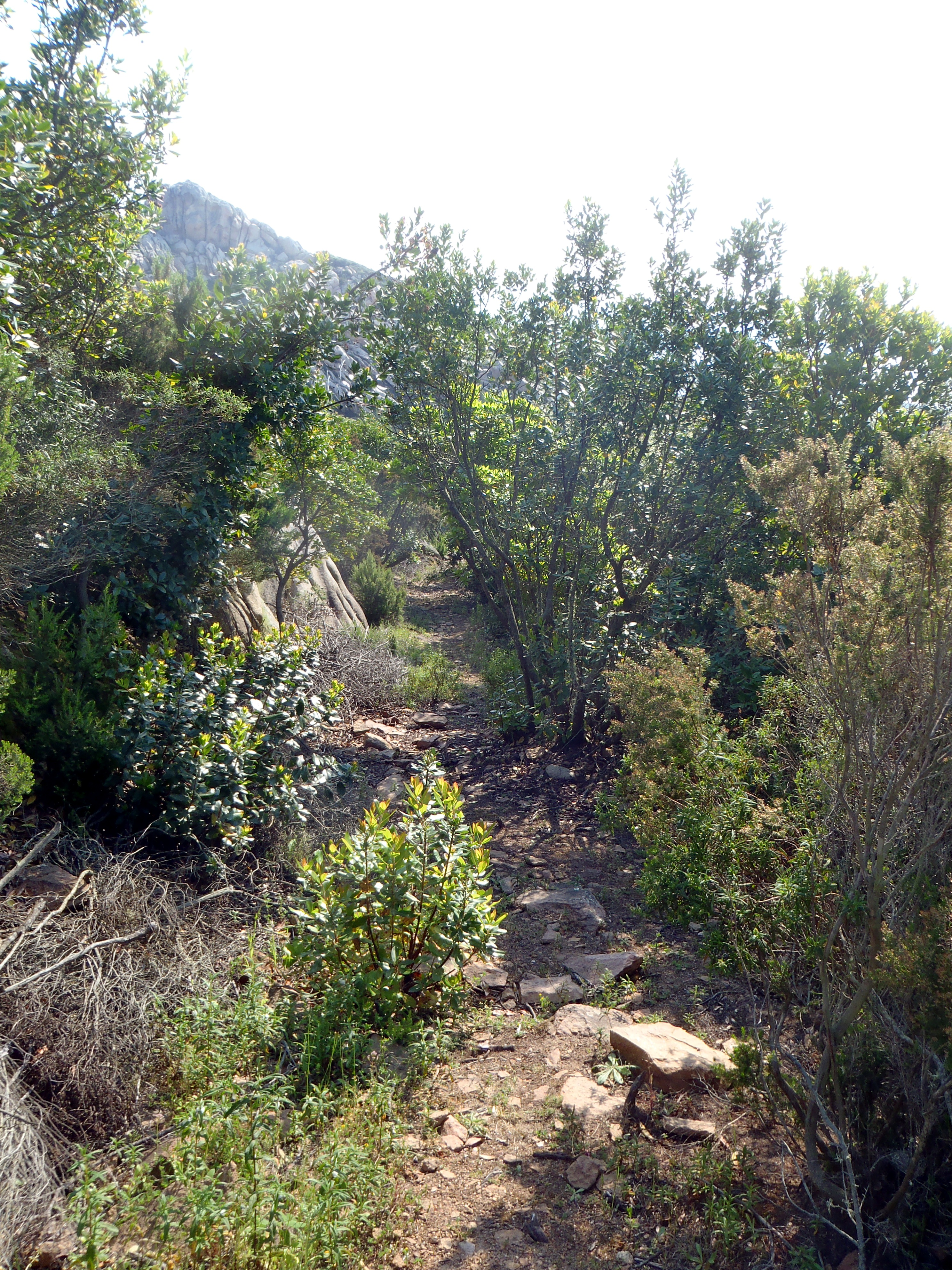
Növényzet
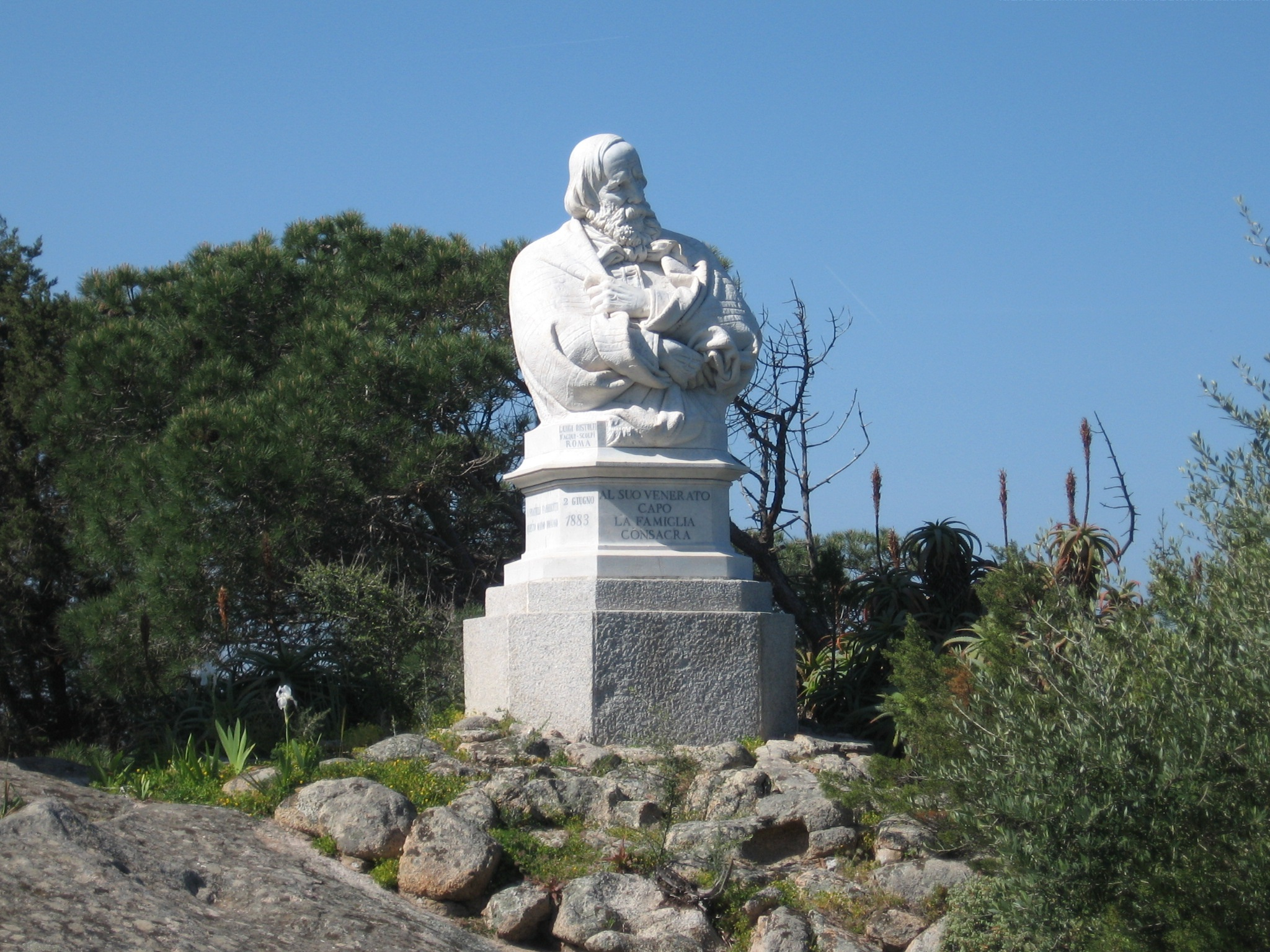
Garibaldi szobra